# گوسپوداژ (استان ووتسکی)
گوسپوداژ (به لاتین: Gospodarz) یک روستا در لهستان است که در گمینا ژگوو (استان ووتسکی) واقع شده‌است. گوسپوداژ ۴۳۳ نفر جمعیت دارد.